# Consolidazione
La consolidazione è un fenomeno proprio dei mezzi porosi coesivi saturi dalla bassissima permeabilità sottoposti ad un carico esterno; consiste nella progressiva deformazione del mezzo caricato nel tempo, al contrario di tutti gli altri materiali che sotto un carico presentano una deformazione immediata.

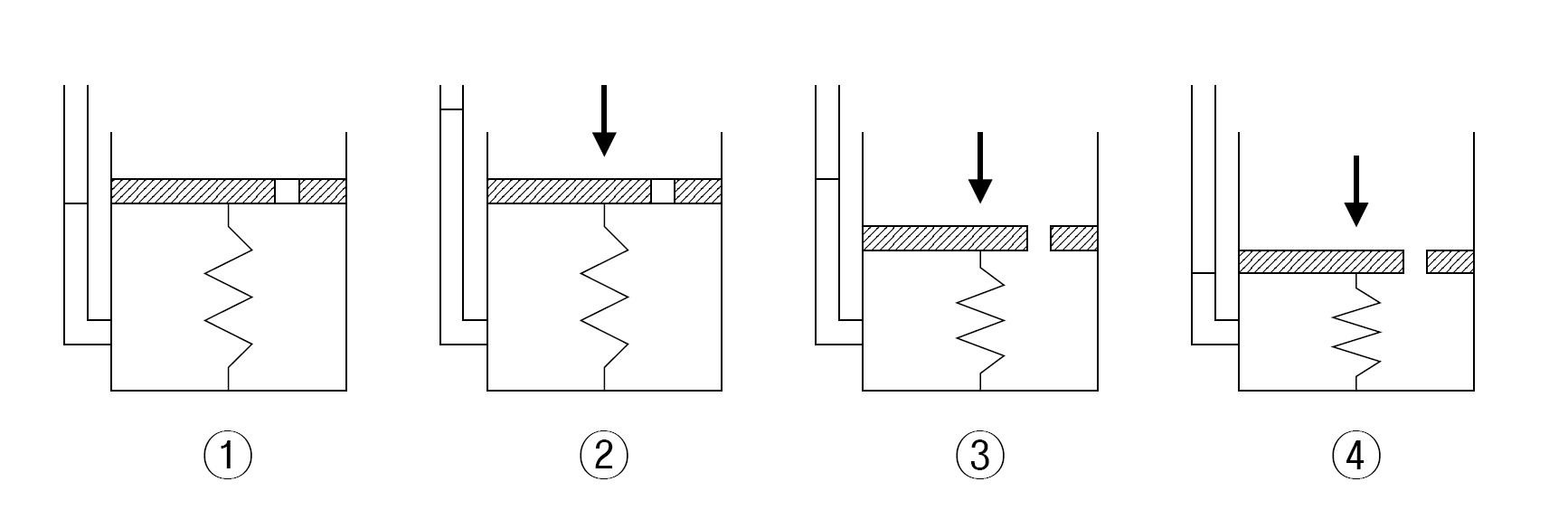
Analogia del recipiente con la molla per spiegare la consolidazione

Questo fenomeno, che si presenta soprattutto nelle argille, viene spiegato dalla geotecnica facendo riferimento alla permeabilità molto bassa di questi terreni. Per semplificare la comprensione di questo fenomeno si è soliti fare un'analogia del terreno con un recipiente colmo d'acqua (che rappresenta l'acqua nel terreno) in cui è alloggiata una molla (che rappresenta la fase solida nel campione) su cui è posta una piastra munita di valvola (la cui possibilità di essere aperta e chiusa schematizza la bassa permeabilità del mezzo che si oppone alla fuoriuscita d'acqua).
Supponendo i grani solidi e l'acqua incomprimibili (ipotesi più che ragionevole negli intervalli di sollecitazione normali), l'unica possibilità perché si abbiano deformazioni volumetriche è che l'acqua fuoriesca dal terreno, in modo che il volume di vuoti del terreno si riduca e di conseguenza il volume totale. Tuttavia, a causa della ridotta permeabilità, l'acqua è frenata da questo suo tentativo di fuoriuscire dal provino, per cui nella primissima fase di applicazione del carico la sollecitazione viene interamente sopportata dall'acqua sotto forma di sovrapressione; nella schematizzazione del recipiente con la molla questa fase è idealizzata immaginando la valvola chiusa e quindi, per effetto dell'applicazione del carico, si ha un aumento della pressione nell'acqua ma la molla non riceve alcuna forza e quindi non subisce accorciamenti così come lo scheletro solido non riceve sovraccarichi e non si deforma volumetricamente.
Con il passare del tempo, tuttavia, l'acqua nel terreno che comunque si muove per fuoriuscire anche se a bassissima velocità, gradualmente uscirà dal provino dissipando lentamente la sovrapressione iniziale. In questa fase lo scheletro solido inizia a deformarsi poiché la parte di carico non più sopportata dall'acqua va a caricare la parte solida del terreno, che quindi si deforma. Nell'analogia con la molla questa fase può essere interpretata come il momento in cui la valvola viene aperta, per cui l'acqua inizialmente sotto pressione inizia a fuoriuscire e la molla inizia ad essere caricata e quindi deformata dal carico esterno.
Al termine del processo tutta la sovrapressione inizialmente generatasi nell'acqua si dissipa a scapito della parte solida, la quale termina il suo processo di deformazione (naturalmente se si considera l'incremento di carico costante), condizione che corrisponde all'equilibrio. Nella schematizzazione questa fase finale può essere interpretata come il momento in cui l'acqua è fuoriuscita dalla valvola generando al suo interno una situazione di pressione in equilibrio con la situazione al contorno.

## Teoria della consolidazione monodimensionale
La teoria della consolidazione monodimensionale, sviluppata da Karl von Terzaghi negli anni 1920, ci permette di quantificare il cedimento del terreno a seguito dell'applicazione di un carico (ad esempio una struttura sovrastante) e il tempo necessario perché questo si realizzi.
Questa teoria parte dalle ipotesi che il flusso di acqua e gli spostamenti del terreno avvengano nell'unica direzione verticale (situazione edometrica, relativa a un carico uniformemente distribuito su tutto il piano limite), che il mezzo sia saturo, che nell'intervallo di tensione considerato la permeabilità rimanga costante e il mezzo sia elastico lineare espresso dalla relazione costitutiva:
{\displaystyle \Delta \epsilon _{z}z=m_{v}\Delta \sigma '_{z}z}
oltre naturalmente a considerare le fasi(fase liquida e fase solida) incomprimibili e le deformazioni infinitesime.
Sotto queste ipotesi, è possibile trovare la cosiddetta equazione della consolidazione monodimensionale:
{\displaystyle {\frac {\partial u\;}{\partial t\;}}=c_{v}\cdot {\frac {\partial ^{2}\;u}{\partial z\;^{2}}}}
dove {\displaystyle u} rappresenta la sovrapressione che si genera nell'acqua e {\displaystyle c_{v}} è chiamato coefficiente di consolidazione ed è espresso dalla formula:
{\displaystyle c_{v}={\frac {K}{m_{v}g\rho _{w}}}}
dove:
- {\displaystyle K} rappresenta la permeabilità;
- {\displaystyle m_{v}} è il modulo di compressibilità;
- {\displaystyle g} e l'accelerazione di gravità;
- {\displaystyle \rho _{w}} è la densità dell'acqua.

Risolvendo l'equazione della consolidazione monodimensionale è possibile prevedere il cedimento e il tempo necessario perché si presenti completamente. Esistono delle situazioni a cui già è stata trovata una soluzione, come nel caso di sovrapressione uniforme lungo il terreno considerato (situazione ad esempio di una struttura che carica il terreno), con un banco di argilla delimitato superiormente e inferiormente da terreni ad alta permeabilità (sabbie o limi). In questo caso il banco di argilla può drenare da entrambe le facce e la soluzione può essere facilmente trovata facendo riferimento a grafici che mettono in relazione:
- il grado di consolidazione medio ({\displaystyle U={\frac {s(t)}{s}}} con s cedimento totale e s(t) cedimento al generico istante t);
- il fattore di profondità ({\displaystyle Z={\frac {z}{H}}} con z profondità considerata e H percorso massimo che l'acqua deve realizzare per uscire dal terreno);
- il fattore di tempo ({\displaystyle T_{v}={\frac {c_{v}t}{H^{2}}}}).